# 가미야 료토
가미야 료토(일본어: 神谷 椋士, 1997년 6월 16일~)는 일본의 축구 선수이다.

## 구단 경력
그는 2020년 J3리그의 가마타마레 사누키에 입단했다. 2021년 일본 풋볼 리그의 FC 가리야로 임대 이적했다. 2022년 가마타마레 사누키로 복귀했다.